# マルグリット・ドートリッシュ
マルグリット・ドートリッシュ（フランス語: Marguerite d'Autriche, 1480年1月10日 - 1530年12月1日）は、オーストリア大公女、ブルゴーニュ公女。
フランス王シャルル8世の婚約者、スペイン（カスティーリャ＝アラゴン）のアストゥリアス公フアンの妃、サヴォイア公フィリベルト2世の妃となった後、ネーデルラント17州の総督を務めた。

## 名前
名前は関係する各国語で以下のように呼ばれる。
- フランス語 - マルグリット・ドートリッシュ（Marguerite d'Autriche）
- スペイン語 - マルガリータ・デ・アウストリア（Margarita de Austria）
- イタリア語 - マルゲリータ・ダウストリア（Margherita d'Austria）
- オランダ語 - マルハレータ・ファン・オーステンレイク（Margaretha van Oostenrijk）
- ドイツ語 - マルガレーテ・フォン・エスターライヒ（Margarete von Österreich）

フランス語圏で生涯の大半を過ごしているため、本記事ではフランス語名に基づく表記を用いる。

## 生涯

### 生い立ち

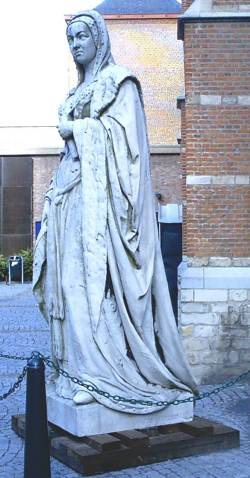
メヘレン市街のマルグリット像

神聖ローマ皇帝マクシミリアン1世とブルゴーニュ女公マリーの長女として生まれる。母マリーは継母であるイングランド王妹マーガレット・オブ・ヨークに愛情を込めて養育されたため、継母への感謝を表してマルグリット（マルガレーテ）と名付けられた。両親の仲は円満でブルゴーニュ公国は豊かであり、幸福な少女時代を送るはずであった。しかし、1482年に母マリーが事故死したため、入り婿的な形の父マクシミリアンは貴族や諸都市の造反によりブルゴーニュ公としての権力を失った。

### フランス国王の婚約者
フランドルのメヘレン城にてマーガレットの下で養育されるが、有力貴族とフランス王ルイ11世の密約により王太子シャルルの婚約者として1483年にフランスへ誘拐同然に送られ、以後フランスのアンボワーズ城でシャルルの年の離れた姉アンヌ・ド・ボージューに未来のフランス王妃としての教育を施された。1490年、13歳のシャルルは姉アンヌとその夫ブルボン公ピエール2世の摂政の下、フランス王シャルル8世として即位、マルグリットも形式的な王妃（婚約者）となった。
1490年、父マクシミリアン1世はフランスを東西から挟撃するため、ブルターニュ公国の継承者アンヌ女公と婚約したが、1491年にフランス王となっていたシャルル8世はアンヌ女公との結婚を強行し、1492年に教皇インノケンティウス8世にアンヌ女公との婚姻の追認を受け、マルグリットとの間の婚姻無効証書を発行させた。その結果マルグリットは将来のフランス王妃としての地位を失ったが、婚資返還の問題のため足止めを受け、1493年にサンリスの和約によってようやくフランドルへ帰国した。

### スペイン王太子妃
1495年、兄フィリップとカスティーリャ＝アラゴン王女フアナ、マルグリットと王太子（アストゥリアス公）フアンの二重婚姻が決まった。1497年3月4日にスペインのカンタンテル港に着き、4月3日にブルゴスのサンタ・マリア聖堂で結婚式が執り行われた。フェルナンド2世、イサベル女王を始めスペイン国民は、健康でしっかりした王太子妃ができたことを大変喜んだ。夫婦仲はとても良かったが、フアンは結婚後わずか半年で病死した。彼女は第1子を懐妊中に未亡人となり、さらにその後男児を死産した。これについて父マクシミリアン1世はフランス王家の陰謀だと疑ったといわれる。
その後イサベル1世の厚意もあり、マルグリットは3年余りスペインにとどまったが、1499年の秋に帰国許可が下りると兄フィリップの統治するヘントへ向けて出発し、1500年3月4日に帰国した。

### 再婚
1501年12月2日、シャルル8世の従弟にあたるサヴォイア公フィリベルト2世と再婚したが、ここでマルグリットはイサベル譲りの政治的手腕を発揮した。夫フィリベルト2世は政治に無関心であったため、国政の実権はフィリベルトの庶兄ルネ・バタールが握っており、貴族が利権を占有するなど政治的に腐敗し国民は重税に苦しんでいた。彼女は内政の事情を把握するとルネの悪政を暴き、彼の権限を剥奪して国外へ追放した。さらに既得利権を占有する貴族を政治から排除し、スペインの行政に倣って官僚制度を導入した。こうした政治改革により、彼女は経済的に困窮した公国を苦境から救った。今度の結婚でも夫婦仲は優れて円満だったというが、フィリベルトは1504年9月2日に催された狩猟大会の折、生水にあたったことが原因で9月10日に死亡した。

### 優れた統治者として

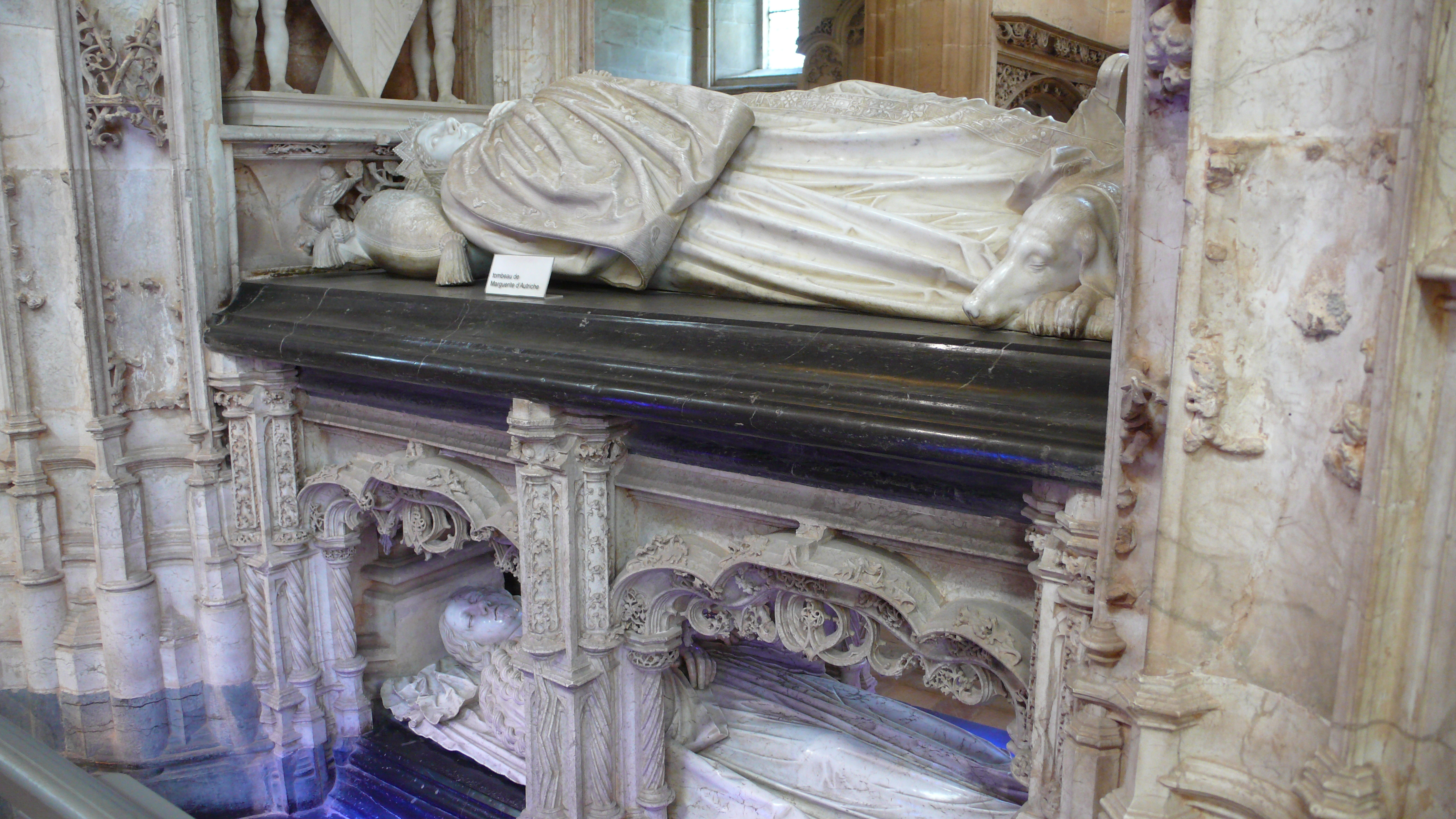
ブール＝カン＝ブレスにあるマルグリットの墓所

その後、再び結婚を勧められるがマルグリットはこれを拒否した。
1506年9月、兄フィリップがスペインで急死すると、父マクシミリアンはマルグリットにネーデルラントの統治を託すこととした。翌1507年3月、父によりネーデルラント総督に任命されると共に、兄フィリップの遺児（カール、レオノール、イサベル、マリア）の養育を任された。ここでも彼女は優れた政治を行なった。特に1512年のカンブレー条約、1513年の神聖同盟の立役者となるなど外交にも辣腕をふるい、ネーデルラントの独立を維持すると同時にオーストリアの対フランス、イタリア政策を支援した。1515年に解任されたが、カールがスペイン王カルロス1世として即位すると再び総督に任命された。
父マクシミリアン1世の死後、次代の神聖ローマ皇帝選出はカールとフランス王フランソワ1世の一騎討ちになり、マルグリットは甥の皇帝即位のため尽力した。その甲斐あって1519年6月28日、選帝侯全員の一致をもってカールは皇帝に選出された。カールはマルグリットに感謝し、大変尊敬するようになったという。その後も総督として1529年8月29日に「貴婦人によるカンブレーの和約」締結に大いに貢献した。
1530年12月1日に死去（11月30日とも）。遺体は2番目の夫フィリベルトと同じブール＝カン＝ブレスの霊廟に埋葬された。

## 系譜
| マルグリット | 父: マクシミリアン1世 (神聖ローマ皇帝) | 祖父: フリードリヒ3世 (神聖ローマ皇帝) | 曽祖父: エルンスト (内オーストリア公)   |
| マルグリット | 父: マクシミリアン1世 (神聖ローマ皇帝) | 祖父: フリードリヒ3世 (神聖ローマ皇帝) | 曽祖母: ツィンバルカ・マゾヴィエツカ    |
| マルグリット | 父: マクシミリアン1世 (神聖ローマ皇帝) | 祖母: エレオノーレ                     | 曽祖父: ドゥアルテ1世 (ポルトガル王)[1] |
| マルグリット | 父: マクシミリアン1世 (神聖ローマ皇帝) | 祖母: エレオノーレ                     | 曽祖母: レオノール[2]                   |
| マルグリット | 母: マリー                             | 祖父: シャルル（突進公）               | 曽祖父: フィリップ（善良公）[3]         |
| マルグリット | 母: マリー                             | 祖父: シャルル（突進公）               | 曽祖母: イザベル[1]                     |
| マルグリット | 母: マリー                             | 祖母: イザベル[4]                      | 曽祖父: シャルル1世                     |
| マルグリット | 母: マリー                             | 祖母: イザベル[4]                      | 曽祖母: アニェス[3]                     |

1. 互いに兄妹（ジョアン1世の子）で、他のきょうだいにエンリケ航海王子やフェルナンド聖王子らがいる。従って、マクシミリアン1世とマリーは曽祖父ポルトガル王ジョアン1世を同じくする、又従姉弟の関係である。
2. アラゴン王フェルナンド1世の王女。従ってフアンとは、マルグリットにとっての高祖父とフアンにとっての曾祖父を同じくする遠戚同士。
3. 互いに兄妹（ジャン1世（無怖公）の子）。
4. フィリベルト2世の母マルグリットの姉。従ってフィリベルトとは、マルグリットの曾祖父とフィリベルトの祖父を同じくする遠戚同士（マルグリットから見てフィリベルトは従叔父）。